# Durant Motors

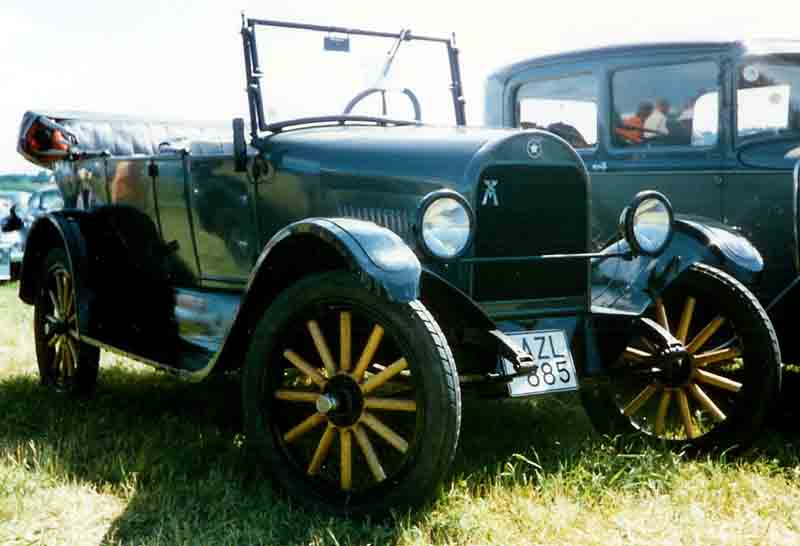
Star Touring (1922)

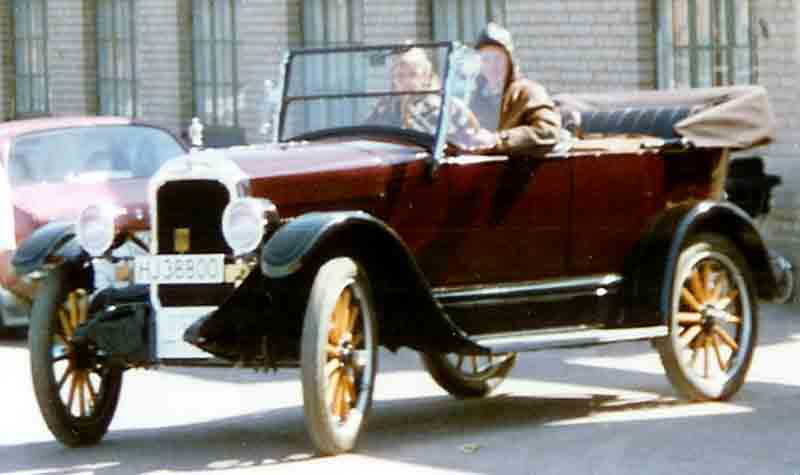
Star Modell F Touring (1924)

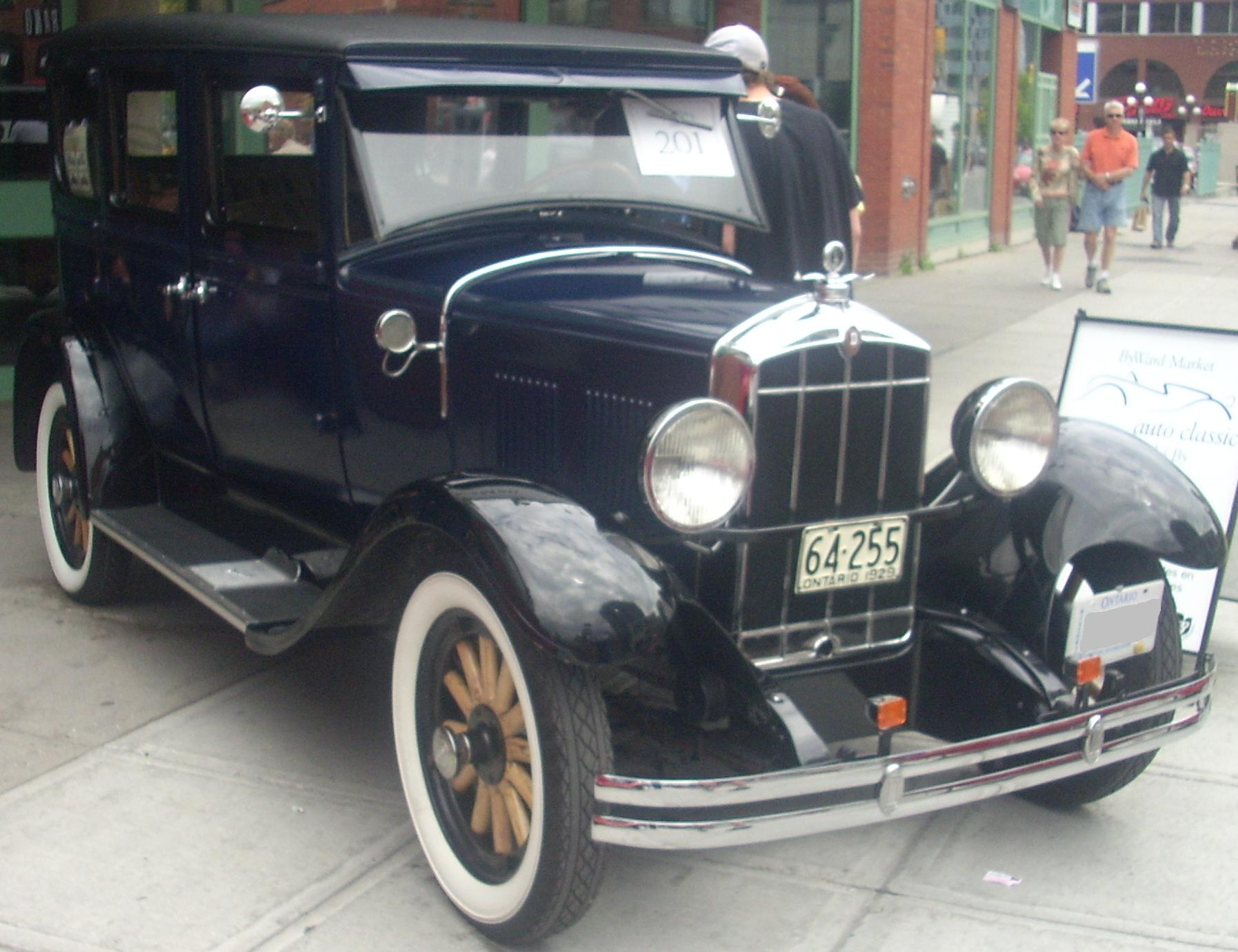
Durant Limousine (1929)

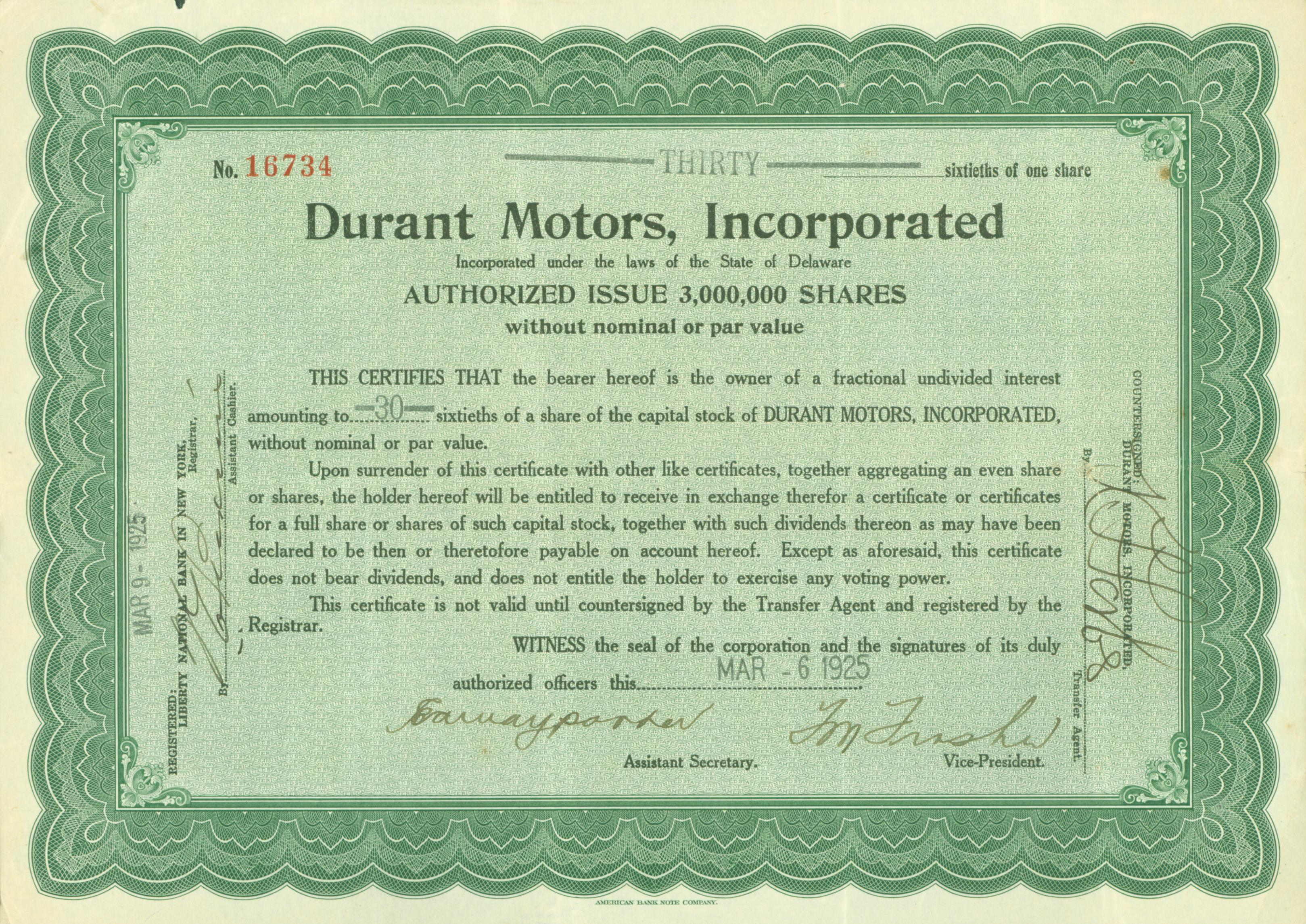
Aktie der Durant Motors, Inc. vom 6. März 1925

Die Durant Motors Inc. wurde 1921 vom ehemaligen General-Motors-Direktor William Crapo Durant gegründet, nachdem dieser von GM auf Wunsch der New Yorker Banker, die GM finanzierten, entlassen worden war.

## Automarken
Durant Motors versuchte sich als Vollsortimenter im Automobilbereich und brachte Autos der Marken Durant, Flint und Star heraus. Sie sollten mit den Wagen von Buick, Chevrolet, Oldsmobile und Oakland konkurrieren. William Durant kaufte auch den Luxuswagenhersteller Locomobile nach dessen Liquidierung 1922 auf; theoretisch lieferte ihm diese Firma ein Produkt, mit dem er gegen Rolls-Royce, Pierce-Arrow und vor allem Packard antreten wollte. Ab 1923 gab es Pläne für eine neue Marke namens Princeton, die auf das gleiche Marktsegment zielte. Sie wurden aber kurz vor der Lancierung 1924 aufgegeben. Durant war seit der gemeinsamen Zeit in ihrer Durant-Dort Carriage Company, einem Kutschenbauer in Flint (Michigan), mit Josiah Dallas Dort befreundet. Dieser kooperierte mit seiner Dort Motor Car Company mit Durant. Rugby hießen die Star-Automobile im Export und von 1928 bis 1931 verkaufte Durant LKWs mit dem Namen Rugby in USA und Kanada.
Im Juni 1923 wurde die Einführung der Marke Eagle angekündigt. Geplant waren Vier- und Sechszylindermodelle. Bis 1924 entstanden nur einige Prototypen mit Sechszylindermotor.

## Fertigung
William Durant war Mitbegründer des LKW-Herstellers Mason Motor Truck Company, offiziell ein Tochterunternehmen von Durant, das auch viele Zulieferteile fertigte. Durant unterhielt Werke in Lansing (Michigan), Elizabeth (New Jersey) (Long Island) (New York), Grand Rapids (Michigan) und Oakland (Kalifornien). Die Motoren wurden zumeist von Continental und zu einem kleineren Teil von Herschell-Spillman bezogen. Der Bau der Serienkarosserien wurde an Zulieferer ausgelagert. Geschlossene Karosserien für Durant-, Star- und Flint-Automobile baute die Hayes-Hunt Corporation in Grand Rapids (Michigan), die 1922 ebenfalls übernommen wurde. Unter dem Markennamen Frontenac (nicht zu verwechseln mit der gleichnamigen früheren Marke der Chevrolet-Brüder Louis und Gaston) wurden Durant-Autos auch bei Dominion Motors in Kanada gebaut.
1927 wurde die Fertigung der Durant-Automobile eingestellt, um die Fertigungslinie auf ein vollkommen neu konstruiertes Modell umzustellen, das im Modelljahr 1928 herauskam (ähnlich wie Ford dies im gleichen Jahr mit dem Ford Modell A (1928–1931) machte). 1928 wurden noch Modelle der Fabrikate Durant, Locomobile und Rugby angeboten; Mason Truck, Flint und der sehr gut laufende Star verschwanden im April 1928. 1929 wurde auch die Produktion der Locomobile eingestellt.

## Zusammenbruch
Anfangs setzte Durant Motors recht erfolgreich auf das von William Durant für GM entwickelte Konzept, verschiedene Marken (Chevrolet, Oakland, Oldsmobile, Buick und Cadillac) zu produzieren. Als aber die Verkaufszahlen der Durant-Marken nicht die erwarteten Höhen erreichten, wackelte das finanzielle Fundament der Gesellschaft. So verlor Durant Motors Marktanteile und Händler. Der Börsencrash von 1929 und die darauf folgende Wirtschaftskrise trafen Durant Motors und seinen Gründer besonders hart.
Die letzten Modelle mit dem Namen Durant verließen 1931 die Bänder. In Kanada wurden Durant Frontenac noch eine Weile gebaut. Das Werk in Oakland wurde von der De Vaux übernommen, die hier und in Grand Rapids (Michigan) eine Weiterentwicklung des Durant mit eigenem Motor baute.

## Weitere Geschichte
Das Durant-Werk in Lansing wurde 1920 eröffnet. 1921 erwarb Durant die Sheridan Motor Car Company an der Willard street in Muncie (Indiana). Er hatte die Anlagen, die zuvor von der Inter-State Automobile Company genutzt worden waren, erst zwei Jahre vorher für General Motors gekauft. Nach seinem Weggang Ende 1920 war man dort am Sheridan nicht mehr interessiert. Anstelle des Sheridan wurde hier ab 1922 der Durant Six gefertigt.
Nach dem Zusammenbruch von Durant Motors blieb das Werk in Lansing bis zum Kauf durch GM im Jahre 1935 geschlossen. Dann wurden dort Karosserien für die GM-Abteilung Fisher Body gebaut und später Automobile der Marken Buick, Oldsmobile und Cadillac. Schließlich wurde es mit einem anderen Werk in Lansing zur Lansing Car Assembly zusammengelegt. Diese Fabrik schloss am 6. Mai 2005 ihre Tore.
Die Durant-Werke in Grand Rapids und Oakland wurden 1931 von der De Vaux übernommen. Der hier gebaute De Vaux 6-70 war vom Durant Six abgeleitet. Bereits 1932 wurde De Vaux von der Continental Motors Company übernommen und ihrer Tochtergesellschaft Continental Automobile Company angegliedert. Allerdings erwies sich der immer noch auf dem Durant Six basierende Continental als nicht konkurrenzfähig; zudem reagierten die eigenen Kunden wenig erfreut über die Konkurrenz durch einen Lieferanten. Danach ging das Werk in Grand Rapids ebenfalls an GM. De Vaux und Continental wurden ohne Beteiligung von William Durant hergestellt. Auch Dominion Motors baute Versionen davon.
Willam Durant starb 1947 im Alter von 85 Jahren, fast komplett verarmt.

## Übersicht über Pkw-Marken aus den USA, die mitEaglebeginnen
| Marke          | Hersteller                            | Vermarktungsbeginn | Vermarktungsende | Ort, Bundesstaat      |
| -------------- | ------------------------------------- | ------------------ | ---------------- | --------------------- |
| Eagle          | Eagle Automobile Company (New York)   | 1905               | 1905             | Buffalo, New York     |
| Eagle          | Eagle Automobile Company (New Jersey) | 1905               | 1907             | Rahway, New Jersey    |
| Eagle          | Eagle Motor Carriage Company          | 1908               | 1908             | Elmira, New York      |
| Eagle          | Eagle Automobile Company (Missouri)   | 1909               | 1909             | St. Louis, Missouri   |
| Eagle          | Eagle-Macomber Motor Car Company      | 1914               | 1915             | Chicago, Illinois     |
| Eagle          | Eagle Electric Automobile Company     | 1915               | 1916             | Detroit, Michigan     |
| Eagle          | Durant Motors                         | 1923               | 1924             | Lansing, Michigan     |
| Eagle          | Eagle Manufacturing                   | 1978               | 1984             | Campbell, Kalifornien |
| Eagle          | Eagle Coach Work                      | 1980               | 2001             | Amherst, New York     |
| Eagle          | Eagle (US-amerikanische Automarke)    | 1987               | 1998             | Detroit, Michigan     |
| Eagle-Macomber | Eagle-Macomber Motor Car Company      | 1916               | 1918             | Sandusky, Ohio        |